# 大佛寺山
大佛寺山（だいぶつじさん）は、福井県福井市および吉田郡永平寺町にまたがる山塊。

山名は寛元2年（1244年）道元が永平寺の前に傘松峰大佛寺を建立したことに由来する。

## 周辺
曹洞宗本山永平寺の背後にあり。この山の中腹には、永平寺が現在の場所に移される前の傘松峰大佛寺（永平寺の改名前の名）の跡がある

## 自然
林内には直径80cm近くのアカガシも見られる。永平寺境内では直径1mを超すブナも見られる。標高750m付近には2haほどのミズナラ林が見られる。イタヤカエデ、マンサク、ハイイヌガヤ、ヒメアオキが多い。

寺林は主としてスギの巨樹からなり，寺社にふさわしい森閑とした環境を作り出している。最古のスギは「五代スギ」と呼ばれ、樹齢650年・幹周り7.9m・樹高35mに達する。

## 周辺の山
浄法寺山、冠岳（838m ）、一乗城山